# 南京西路1522弄住宅
南京西路1522弄花园住宅是上海市静安区的34幢连体式花园住宅，位于南京西路北侧，愚园路南侧，西侧毗邻南京西路1550号静安公安分局，即原程霖生公馆。

## 历史
南京西路1522弄占地数十亩，土地属于仅次于沙逊、哈同，号称“中国哈同”的地产大王程谨轩。20世纪初程谨轩去世后，由次子程霖生接管地产事业。程霖生在这块土地的西半部分建成极为豪华的程霖生公馆，东侧空地则作为程谨轩长孙程贻泽的足球场。程贻泽另外在今北京西路、泰兴路口自建公馆后，1930年，程霖生在这片空地上建造三层花园住宅34座，配有卫生、暖气等全套设备和汽车间，租金达每月300余银元。
1931年，程霖生从事黄金投机失败破产后，南京西路1522弄花园住宅34幢归属振华纱厂和大有余油厂老板薛文泰。
此处1999年被列入第三批上海市优秀历史建筑。